# Zaid Al-Bawardi
Zaid Al-Bawardi (Riad, 26 gennaio 1997) è un calciatore saudita, portiere dell'Al-Riyadh.